# Hans Christoph Lauer (Münzmeister)
Hans Christoph Lauer (getauft 29. Mai 1585 in Nürnberg; begraben 24. August 1639 ebenda) war ein deutscher Goldschmied, Silberarbeiter und Nürnberger Münzmeister. Als Meister- oder Münzzeichen verwendete er Stern und Lilie.

## Leben und Werk
Hans Lauer entstammte der Nürnberger Künstlerfamilie Lauer und war Sohn von David Lauer dem Älteren. Er erlernte den Beruf des Goldschmiedes, legte am 30. November 1609 seine Meisterprüfung ab und wurde am 9. Juni 1610 als Meister vereidigt.
Nur rund eine Woche zuvor hatte er Susanna (getauft 18. Juli 1590; begraben 22. Oktober 1639) geheiratet, Tochter des Handelsmannes Hans Nürnberger. Aus der Ehe gingen eine Tochter und mindestens zwei Söhne hervor, darunter der spätere Münzmeister Hans David Lauer (1615–1668).

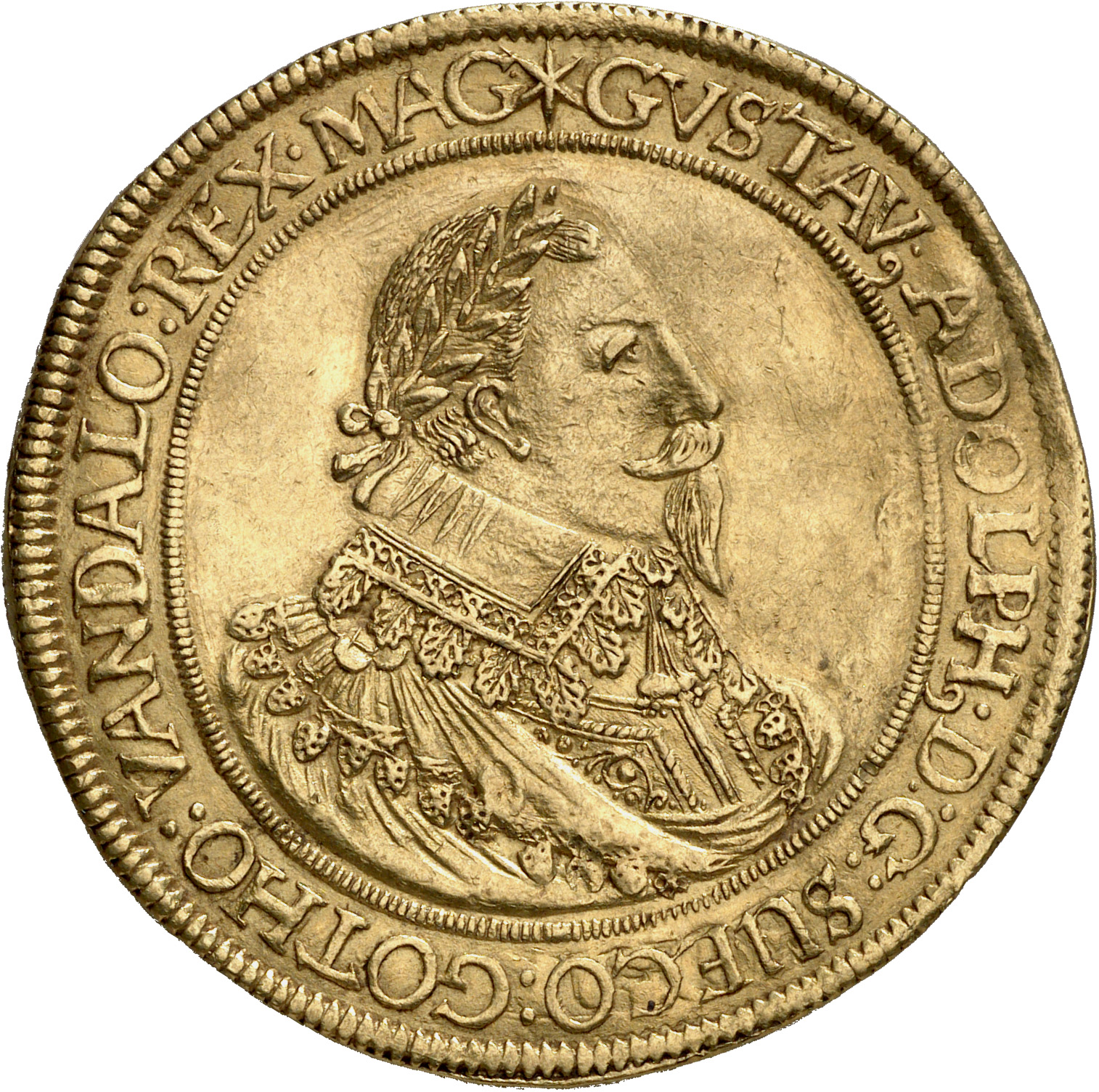
1632 mit Stern signiert: Gustav II. Adolf von Schweden (1594–1632);
Dukatprägung mit Talerstempel, Avers; Münzkabinett der Staatlichen Museen zu Berlin

Im Oktober 1618 bewarb sich Lauer um das Amt des Nürnberger Münzmeisters. Schon kurz darauf wurde er am 9. Dezember 1618 mit der Ausgabe von 150 Goldgulden für Würzburg betraut, die er dann mit seinem Stern versah. Ebenfalls zur Zeit des Dreißigjährigen Krieges formte er 1619 eine große Anzahl ausländischer Goldmünzen in Nürnberger Goldgulden um. 1620 und 1621 erhielt er weitere Aufträge zur Prägung großer Mengen Gold- und Silbergeld.
Ab 1622 wirkte Lauer als Genannter. Im selben Jahr beantragte er den Wiederaufbau eines abgerissenen Hauses vor dem Wöhrder Türlein, um dort eine Schmelzhütte einzurichten. Er war Eigentümer und bis zu seinem Lebensende Bewohner des Hauses Kaiserstraße 7, das seine Erben im Jahr 1644 für etwa 2600 fl. verkauften. Zudem gehörte ihm das Doppelhaus Kaiserstraße 9 Ecke Adlerstraße 8, das 1645 von seinen Erben 1645 für 7000 Florin veräußert wurde.
Lauer wurde zuletzt mit den Titeln „Fürstlich Bambergischer, Würzburgischer und E. E. E. Rats allhier Münzmeister“ bezeichnet. Er starb im Alter von 54 Jahren im August 1639  – seine Ehefrau kurz nach ihm. Sein Erbe als Münzmeister trat sein Sohn Hans (oder Johann) David Lauer an.

## Werke
Gold- und Silberschmiedearbeiten
Nur wenige Arbeiten Lauers wie die wohl aus dem ersten Jahrzehnt seiner Meistertätigkeit stammenden Becher, Humpelpokale und Humpen sind aus seiner frühen Schaffensphase als Goldschmied bekannt; diese Aktivitäten hatte er „als gefragter Münzmeister“ wohl weitgehend eingestellt.
- 1610 Akeley-Deckelpokal, Vermeil, Höhe 46,5 cm, 656 g, versteigert am 14. September 1988 vom Auktionshaus Neumeister in München für 34000 DM.[1]
- Pokal, ehemals Silberkammer des Herzogs von Cumberland, Wien
- Pokal, Rüstkammer des Moskauer Kremls